# Campeonato Amazonense de Futebol de 2025
O Campeonato Amazonense de Futebol de 2025 foi a 109ª edição do torneio da categoria principal de futebol profissional no estado do Amazonas, cujo nome oficial foi Barezão 2025. Através do campeonato, foi indicados os representantes amazonenses nos torneios nacionais e regional de 2026 (Copa do Brasil, Copa Verde e Série D do Campeonato Brasileiro). O torneio durou no dia 25 de janeiro a 1 de abril. 
O Amazonas foi campeão desta edição, o clube enfrentou o Nacional que tentava quebrar o jejum de dez anos sem um título estadual, no entanto, sem sucesso.
O Sete foi punido pelo TJD-AM (Tribunal de Justiça Desportiva) por escalação irregular do atleta Raylison Fleuri Pacheco, que foi relacionado para a partida entre Sete x Manauara pela 4⁰ rodada do 1⁰ turno. O clube perdeu três pontos e foi multado por R$ 100.

## Apresentação
A Federação Amazonense de Futebol apresentou oficialmente a 109ª edição do Campeonato Amazonense no dia 9 de janeiro de 2025, em evento realizado na Arena da Amazônia. A Federação mantém o apelido de "Barezão" que remete ao gentílico alternativo dos amazonenses, carinhosamente chamados de "barés".
Ao troféu foi dado o nome de "Troféu Campeão Amazonense de 2025" embora o formato seja o mesmo do troféu "Encontro das Vidas" de 2024, que simbolizava o fenômeno do encontro das águas dos rios Negro e Solimões.

## Transmissão
A TV A Crítica foi responsável pela transmissão do Campeonato Amazonense na TV aberta e no Youtube.
| Emissora     | Transmissões com imagens                                                            |
| ------------ | ----------------------------------------------------------------------------------- |
| TV A Crítica | - Transmissões das partidas, uma partida transmitida por rodada, incluindo a final. |

## Equipes participantes
O Iranduba estava entre os clubes aptos a disputar esta edição do torneio, depois de reverter arbitrária punição infligida pela Federação Amazonense de Futebol. Em 2023 o clube foi punido com suspensão de 2 anos pela FAF por suspeita de manipulação de resultados. O clube chegou a ser punido no tribunal estadual mas foi absolvido na instância maior, o Superior Tribunal de Justiça Desportiva. Com a absolvição, a federação foi obrigada a reintegrá-lo na primeira divisão. Porém, em novembro de 2024, o clube notificou a federação de sua desistência, alegando falta de recursos financeiros. Após isso, a Federação também confirmou que não faria convite para que outro clube ocupasse o lugar do Iranduba, chegando assim ao número de 8 participantes, algo já pretendido pela mesma.

### Promovidos e rebaixados
| Pos. | Rebaixado da Primeira Divisão de 2024 |
| ---- | ------------------------------------- |
| 8º   | Operário-AM                           |
| 9º   | Unidos do Alvorada                    |
| 10º  | Rio Negro-AM                          |

| Pos. | Promovido da Segunda Divisão de 2024 |
| ---- | ------------------------------------ |
| 1º   | Sete                                 |

### Informações das equipes
| Aumento | Equipe promovida da Série B 2024 |

## Primeiro turno

### Grupo A
| Pos | Equipe               | Pts | J | V | E | D | GP | GC | SG | Classificado                       |
| --- | -------------------- | --- | - | - | - | - | -- | -- | -- | ---------------------------------- |
| 1   | Manaus               | 5   | 4 | 1 | 2 | 1 | 5  | 5  | 0  | Classificado a semifinal           |
| 2   | Parintins            | 3   | 4 | 1 | 0 | 3 | 1  | 5  | −4 | Classificados às quartas de finais |
| 3   | Princesa do Solimões | 3   | 4 | 0 | 3 | 1 | 3  | 4  | −1 | Classificados às quartas de finais |
| 4   | Sete                 | −2  | 4 | 0 | 1 | 3 | 3  | 12 | −9 |                                    |

1. ↑  O Sete foi punido com a perda de 3 pontos pela escalação irregular do jogador Raylison Fleuri Pacheco.[7]

### Grupo B
| Pos | Equipe          | Pts | J | V | E | D | GP | GC | SG | Classificado                       |
| --- | --------------- | --- | - | - | - | - | -- | -- | -- | ---------------------------------- |
| 1   | Amazonas        | 10  | 4 | 3 | 1 | 0 | 9  | 2  | +7 | Classificado a semifinal           |
| 2   | Manauara        | 7   | 4 | 2 | 1 | 1 | 7  | 4  | +3 | Classificados às quartas de finais |
| 3   | Nacional-AM     | 7   | 4 | 2 | 1 | 1 | 5  | 2  | +3 | Classificados às quartas de finais |
| 4   | São Raimundo-AM | 6   | 4 | 1 | 3 | 0 | 5  | 4  | +1 |                                    |

### Confrontos
| Mandante \ Visitante | AMA | MNA | MAN | NAC | PAR | PRI | SRA | SET |
| -------------------- | --- | --- | --- | --- | --- | --- | --- | --- |
| Amazonas             | —   | –   | –   | –   | –   | 1–0 | –   | 4–0 |
| Manauara             | –   | —   | 1–2 | –   | 2–0 | –   | –   | –   |
| Manaus               | 2–2 | –   | —   | 0–1 | –   | –   | –   | –   |
| Nacional-AM          | –   | –   | –   | —   | –   | 1–1 | –   | 3–0 |
| Parintins            | 0–2 | –   | –   | 1–0 | —   | –   | –   | –   |
| Princesa do Solimões | –   | –   | 1–1 | –   | –   | —   | 1–1 | –   |
| São Raimundo-AM      | –   | –   | 1–1 | –   | 1–0 | –   | —   | –   |
| Sete                 | –   | 1–3 | –   | –   | –   | –   | 2–2 | —   |

### Fase final
Em itálico, os times que possuem o mando de campo no confronto e em negrito os times classificados.
|  | Quartas de finais | Quartas de finais    | Quartas de finais |  |  | Semifinais | Semifinais     | Semifinais |  |  | Final | Final          | Final |
|  |                   |                      |                   |  |  |            |                |            |  |  |       |                |       |
|  |                   |                      |                   |  |  | B1         | Amazonas (pen) | 0 (9)      |  |  |       |                |       |
|  | B2                | Manauara             | 0                 |  |  | B2         | Manauara       | 0 (8)      |  |  |       |                |       |
|  | B3                | Nacional-AM          | 0                 |  |  |            |                |            |  |  | B1    | Amazonas (pen) | 2 (6) |
|  |                   |                      |                   |  |  |            |                |            |  |  | A1    | Manaus         | 2 (5) |
|  |                   |                      |                   |  |  | A1         | Manaus (pen)   | 2 (6)      |  |  |       |                |       |
|  | A2                | Parintins            | 2                 |  |  | A2         | Parintins      | 2 (5)      |  |  |       |                |       |
|  | A3                | Princesa do Solimões | 1                 |  |  |            |                |            |  |  |       |                |       |

#### Quartas de final
| 15 de fevereiro de 2025 | Manauara | 0 – 0          | Nacional-AM | Ismael Benigno, Manaus                                                     |
| 15:30 (UTC−4)           |          | Súmula Borderô |             | Público: 648 Renda: R$ 9 406,00 Árbitro: AM Ivan da Silva Guimarães Júnior |

| 16 de fevereiro de 2025 | Parintins                      | 2 – 1          | Princesa do Solimões | Carlos Zamith, Manaus                                                |
| 15:30 (UTC−4)           | Wesley 24' · Douglas Nunes 88' | Súmula Borderô | Tico 46'             | Público: 302 Renda: R$ 2 479,00 Árbitro: AM Halbert Luis Moraes Baía |

#### Semifinal
| 23 de fevereiro de 2025 | Manaus                                    | 2 – 2          | Parintins                       | Arena da Amazônia, Manaus                                                   |
| 15:30 (UTC−4)           | Renanzinho 11' (pen) · Gabriel Masson 71' | Súmula Borderô | Rodrigo Andrade 49' · Lucas 78' | Público: 528 Renda: R$ 5 595,00 Árbitro: AM Antônio Carlos Pequeno Frutuoso |

|                                                           |       | Penalidades                                                  |  |
| Renanzinho Miliano Silvano Erik Henrique Joel Victor Lima | 6 – 5 | Marcinho Wesley Neto Matheus Velasque Thiago Dunha Elivelton |  |

| 24 de fevereiro de 2025 | Amazonas | 0 – 0          | Manauara | Arena da Amazônia, Manaus                                                  |
| 20:30 (UTC−4)           |          | Súmula Borderô |          | Público: 894 Renda: R$ 7 265,00 Árbitro: AM Ivan da Silva Guimarães Júnior |

|                                                                                                 |       | Penalidades                                                                     |  |
| William Barbio Luan Silva Guilherme Xavier Akapo Fabiano Robertinho Bruno Ramires Raimar Cocote | 9 – 8 | Paulinho Wallace Pardal Colina Manoel Vitinho Jhonatan Moc João Paulo Joãozinho |  |

#### Final
| 9 de março de 2025 | Amazonas                                | 2 – 2          | Manaus                      | Arena da Amazônia, Manaus                                  |
| 17:00 (UTC−4)      | Guilherme Xavier 11' · Carlos Akapo 38' | Súmula Borderô | Renanzinho 12' · Kesley 65' | Público: 3 263 Renda: R$ 40 956,00 Árbitro: SP Edina Alves |

|                                                                                |       | Penalidades                                                                           |  |
| Rafael Tavares William Barbio Fabiano Wanderson Akapo Robertinho Bruno Ramires | 6 – 5 | Renanzinho Miliano Erik Henrique Adilson Bahia Joel Araújo Victor Lima Gabriel Masson |  |

## Segundo turno

### Grupo A
| Pos | Equipe               | Pts | J | V | E | D | GP | GC | SG | Classificado                       |  | MAN | PAR | PRI | SET |
| --- | -------------------- | --- | - | - | - | - | -- | -- | -- | ---------------------------------- |  | --- | --- | --- | --- |
| 1   | Manaus               | 7   | 3 | 2 | 1 | 0 | 3  | 0  | +3 | Classificado à semifinal           |  | —   | 0–0 | –   | 2–0 |
| 2   | Parintins            | 5   | 3 | 1 | 2 | 0 | 5  | 2  | +3 | Classificados às quartas de finais |  | –   | —   | 2–2 | 3–0 |
| 3   | Princesa do Solimões | 4   | 3 | 1 | 1 | 1 | 6  | 6  | 0  | Classificados às quartas de finais |  | 0–1 | –   | —   | –   |
| 4   | Sete                 | 0   | 3 | 0 | 0 | 3 | 3  | 9  | −6 |                                    |  | –   | –   | 3–4 | —   |

### Grupo B
| Pos | Equipe          | Pts | J | V | E | D | GP | GC | SG | Classificado                       |  | NAC | MNA | AMA | SRA |
| --- | --------------- | --- | - | - | - | - | -- | -- | -- | ---------------------------------- |  | --- | --- | --- | --- |
| 1   | Nacional-AM     | 9   | 3 | 3 | 0 | 0 | 7  | 2  | +5 | Classificado à semifinal           |  | —   | –   | –   | 4–1 |
| 2   | Manauara        | 4   | 3 | 1 | 1 | 1 | 2  | 2  | 0  | Classificados às quartas de finais |  | 1–2 | —   | –   | 0–0 |
| 3   | Amazonas        | 3   | 3 | 1 | 0 | 2 | 3  | 2  | +1 | Classificados às quartas de finais |  | 0–1 | 0–1 | —   | –   |
| 4   | São Raimundo-AM | 1   | 3 | 0 | 1 | 2 | 1  | 7  | −6 |                                    |  | –   | –   | 0–3 | —   |

### Fase final
Em itálico, os times que possuem o mando de campo no confronto e em negrito os times classificados.
|  | Quartas de finais | Quartas de finais    | Quartas de finais |  |  | Semifinais | Semifinais        | Semifinais |  |  | Final | Final       | Final |
|  |                   |                      |                   |  |  |            |                   |            |  |  |       |             |       |
|  |                   |                      |                   |  |  | B1         | Nacional-AM (pen) | 0 (4)      |  |  |       |             |       |
|  | A2                | Parintins            | 2                 |  |  |            | Parintins         | 0 (3)      |  |  |       |             |       |
|  | B3                | Amazonas             | 1                 |  |  |            |                   |            |  |  |       | Nacional-AM | 2     |
|  |                   |                      |                   |  |  |            |                   |            |  |  |       | Manaus      | 0     |
|  |                   |                      |                   |  |  | A1         | Manaus (pen)      | 1 (5)      |  |  |       |             |       |
|  | B2                | Manauara             | 6                 |  |  |            | Manauara          | 1 (3)      |  |  |       |             |       |
|  | A3                | Princesa do Solimões | 0                 |  |  |            |                   |            |  |  |       |             |       |

#### Quartas de final
| 22 de março de 2025 | Parintins                        | 2 – 1          | Amazonas           | Carlos Zamith, Manaus                                                       |
| 15:30 (UTC−4)       | Gabriel Fonseca 48' · Peteca 97' | Súmula Borderô | Rafael Tavares 70' | Público: 267 Renda: R$ 3 641,00 Árbitro: AM Antonio Carlos Pequeno Frutuoso |

| 23 de março de 2025 | Manauara                                                                                                   | 6 – 0          | Princesa do Solimões | Ismael Benigno, Manaus                                            |
| 15:30 (UTC−4)       | Wesley Oliveira 6' · Pedro Colina 8' · Wallace Moraes 25' · Pablo Pardal 33' · Joelson 36' · Romarinho 83' | Súmula Borderô |                      | Público: 273 Renda: R$ 1 545,00 Árbitro: AM Rafael Ramos Tourinho |

#### Semifinal
| 25 de março de 2025 | Nacional-AM | 0 – 0          | Parintins | Arena da Amazônia, Manaus                                            |
| 18:00 (UTC−4)       |             | Súmula Borderô |           | Público: 549 Renda: R$ 3 235,00 Árbitro: AM Halbert Luis Moraes Baia |

|                                                           |       | Penalidades                                              |  |
| Gustavo Hebling Barbieri William Mineiro Breno Léo Aquino | 4 – 3 | Dagson Kaique Vinícius Wesley Oliveira Elivelton Marques |  |

| 26 de março de 2025 | Manaus          | 1 – 1          | Manauara             | Arena da Amazônia, Manaus                                                  |
| 20:30 (UTC−4)       | Joel Araújo 46' | Súmula Borderô | Wallace Moraes 45+3' | Público: 442 Renda: R$ 1 927,00 Árbitro: AM Ivan da Silva Guimarães Junior |

|                                              |       | Penalidades                          |  |
| Renan Oliveira Miliano Silvano Dedé Weverson | 5 – 3 | Paulinho Pablo Pardal Manoel Wallace |  |

#### Final
| 29 de março de 2025 | Nacional-AM                            | 2 – 0          | Manaus | Arena da Amazônia, Manaus                                                   |
| 17:00 (UTC−4)       | Lucas Oliveira 36' · David Peninha 63' | Súmula Borderô |        | Público: 930 Renda: R$ 16 435,00 Árbitro: AM Ivan da Silva Guimarães Junior |

## Final do Campeonato
Partida única
| 1 de abril de 2025 | Nacional-AM            | 1 – 2          | Amazonas                               | Arena da Amazônia, Manaus                                            |
| 20:00 (UTC−4)      | Vinicius Balotelli 35' | Súmula Borderô | Rodrigo Varanda 11' · Diego Zabala 90' | Público: 6 811 Renda: R$ 82 953,00 Árbitro: AM Rafael Ramos Tourinho |

## Premiação
| Campeão Amazonense de 2025    |
| Manaus                        |
| ----------------------------- |
| Amazonas Campeão (2.º título) |

## Classificação geral
| Pos | Equipe               | Pts | J | V | E | D | GP | GC | SG  | Classificação ou descenso                                                               |
| --- | -------------------- | --- | - | - | - | - | -- | -- | --- | --------------------------------------------------------------------------------------- |
| 1   | Amazonas             | 16  | 8 | 5 | 1 | 2 | 14 | 5  | +9  | Campeão e classificado à Copa do Brasil de 2026 e Copa Verde de 2026                    |
| 2   | Nacional-AM          | 16  | 8 | 5 | 1 | 2 | 13 | 6  | +7  | Vice-campeão e classificado à Série D 2026, Copa do Brasil de 2026 e Copa Verde de 2026 |
| 3   | Manaus               | 12  | 7 | 3 | 3 | 1 | 8  | 5  | +3  | Classificado à Série D 2026                                                             |
| 4   | Manauara             | 11  | 7 | 3 | 2 | 2 | 9  | 6  | +3  |                                                                                         |
| 5   | Parintins            | 8   | 7 | 2 | 2 | 3 | 6  | 7  | −1  |                                                                                         |
| 6   | Princesa do Solimões | 7   | 7 | 1 | 4 | 2 | 9  | 10 | −1  |                                                                                         |
| 7   | São Raimundo-AM      | 7   | 7 | 1 | 4 | 2 | 6  | 11 | −5  |                                                                                         |
| 8   | Sete                 | −2  | 7 | 0 | 1 | 6 | 6  | 21 | −15 | Rebaixado à Série B de 2026                                                             |

1. ↑  O Sete foi punido com a perda de 3 pontos pela escalação irregular do jogador Raylison Fleuri Pacheco.[8]